# Bubu e as Corujinhas
Bubu e as Corujinhas é uma série de desenho animado brasileira, de caráter educacional e pedagógico, criada essencialmente para atuar como uma ferramenta de educação e entretenimento didático para o público infantil, produzida pela UP! Content co. e desenvolvida pelo Fundo Setorial do Audiovisual e pela Ancine. Atualmente transmitida para toda a América Latina pelo Disney Channel e Disney Junior, e para todo o Brasil pela TV Cultura, teve sua estréia em janeiro de 2018. A série conta com duas temporadas, de 26 episódios cada, em exibição e deu origem a diversos spin-offs produzidos para plataformas digitais como Cante com Bubu, Dance com Bubu e Bubu Fun. A série animada também está disponível no SBT Vídeos, Globoplay e Looke

## Sinopse
As Corujinhas abrem suas asas para explorar o mundo! Na floresta de Los Arboles, vive uma família de corujas super fofa e divertida. Bem lá de cima, no galho onde fica o ninho, elas contemplam e admiram toda a floresta. Bubu, a irmã mais velha, está sempre pronta para explorar a natureza em busca de novos aprendizados, junto de seu irmão Biel e de sua irmãzinha Bonie. Cada dia é uma nova oportunidade para as Corujinhas embarcarem em uma aventura diferente, e elas ainda têm taaanto para descobrir e aprender... Episódio após episódio, o trio faz novas descobertas. Uma sementinha no chão, ou um bicho-preguiça enorme pendurado em uma árvore. Elas aprendem um montão, interagindo com todos os seres e elementos da natureza, investigando e brincando juntas, e encontrando respostas para os seus próprios questionamentos sobre o mundo e sobre a vida.

## Personagens
Bubu - Bubu é a líder das aventuras, a primeira a sugerir brincadeiras, a organizar expedições e a descobrir respostas. Destemida, ela enfrenta todos os obstáculos, muitas vezes sem nem sequer notá-los. Sua energia nunca acaba e, para esta Corujinha faladora e desajeitada, não há limites quando se trata de aprender coisas novas.
Biel - Assim como suas irmãs, Biel é apaixonado por descobertas. No entanto, esta Corujinha nunca bica sem planejamento, e jamais bate as asas em vão. Um companheiro leal, Biel está sempre tentando transformar descobertas em novas invenções, e fica super empolgado quando se trata de encontrar itens para suas coleções. Corugênio com uma mente genial e serenidade constante, a paciência e a quietude de Biel geralmente equilibram a inquietação e a impaciência constantes de Bubu. Um irmão super amoroso, que nunca hesita em enfrentar seus próprios medos para proteger suas irmãs de qualquer perigo.
Bonie - A pequenina da família, Bonie, sabe muito mais do que seus irmãos poderiam imaginar. Cheia de energia e com raciocínio muito veloz, a Corujinha adora se comunicar, mas nem todo mundo entende a super fofa "língua especial"; que só ela fala. Bonie está sempre fazendo novos amigos e distribuindo abraços inesperados pela floresta. Mas, nunca subestime a caçulinha! Quando se trata de ação e aventura, ela vai estar junto, divertindo-se e imitando todos os movimentos dos seus irmãos mais velhos.
Mamãe Coruja - Mamãe Coruja acalenta e conforta suas crias com canções lindas, cheias de alegria e significado. "O vento agora está soprando em sol maior!", ela diz, enquanto tenta se harmonizar com os tons da floresta. Mamãe mostra sua sabedoria através da música, entoando melodias que abraçam cada uma de suas Corujinhas e reforçam as lições que os pequenos aprenderam naquele dia.
Papai Coruja - Papai Coruja prepara seus filhotes para voar alto, e sabe como o conhecimento é necessário para cumprir com essa missão. É por isso que ele está sempre incentivando as Corujinhas a fazer suas próprias
descobertas.

## Artigos e Referências
1. ↑  Redação (11 de janeiro de 2018). «""Bubu e as Corujinhas"' estréia na Disney Channel e Disney Jr para toda América Latina». Revista de Cinema. Consultado em 29 de abril de 2018

## Videografia
- 2018: Clipes Musicais

- 2018: Dance com Bubu
- 2019: Cante com Bubu